# VIDEOPHOBIA
『VIDEOPHOBIA』（ビデオフォビア）は、2020年に公開された日本映画。大阪の鶴橋を舞台にしたモノクローム・サイバー・スリラー。リベンジ・ポルノの被害にあった在日韓国人女性の悲劇を描く。出演は廣田朋菜、忍成修吾、芦那すみれ、サヘル・ローズなど。主題歌はBAKU feat. Jin Dogg, Tatsuro Mukai, Kuni, Tomy Wealth。

## キャスト
- 廣田朋菜 - アイ 役
- 忍成修吾 - ハシモト 役
- 芦那すみれ - ユウ 役
- サヘル・ローズ - 会長 役

## スタッフ
- 監督・脚本・プロデューサー: 宮崎大祐
- 撮影: 渡邉寿岳
- 録音: 黄永昌
- 編集: 平田竜馬
- 助監督: 田中羊一
- 音楽: BAKU (KAIKOO)
- 製作: DEEP END PICTURES
- 配給: boid/Voice of Ghost

## 上映された主な映画祭
- 第47回モントリオールヌーボーシネマ2018 Temps 0部門正式出品
- 第23回チョンジュ国際映画祭 ワールド・シネマ部門出品
- 第15回大阪アジアン映画祭 コンペティション部門正式出品